# Maßregelvollzugszentrum Niedersachsen

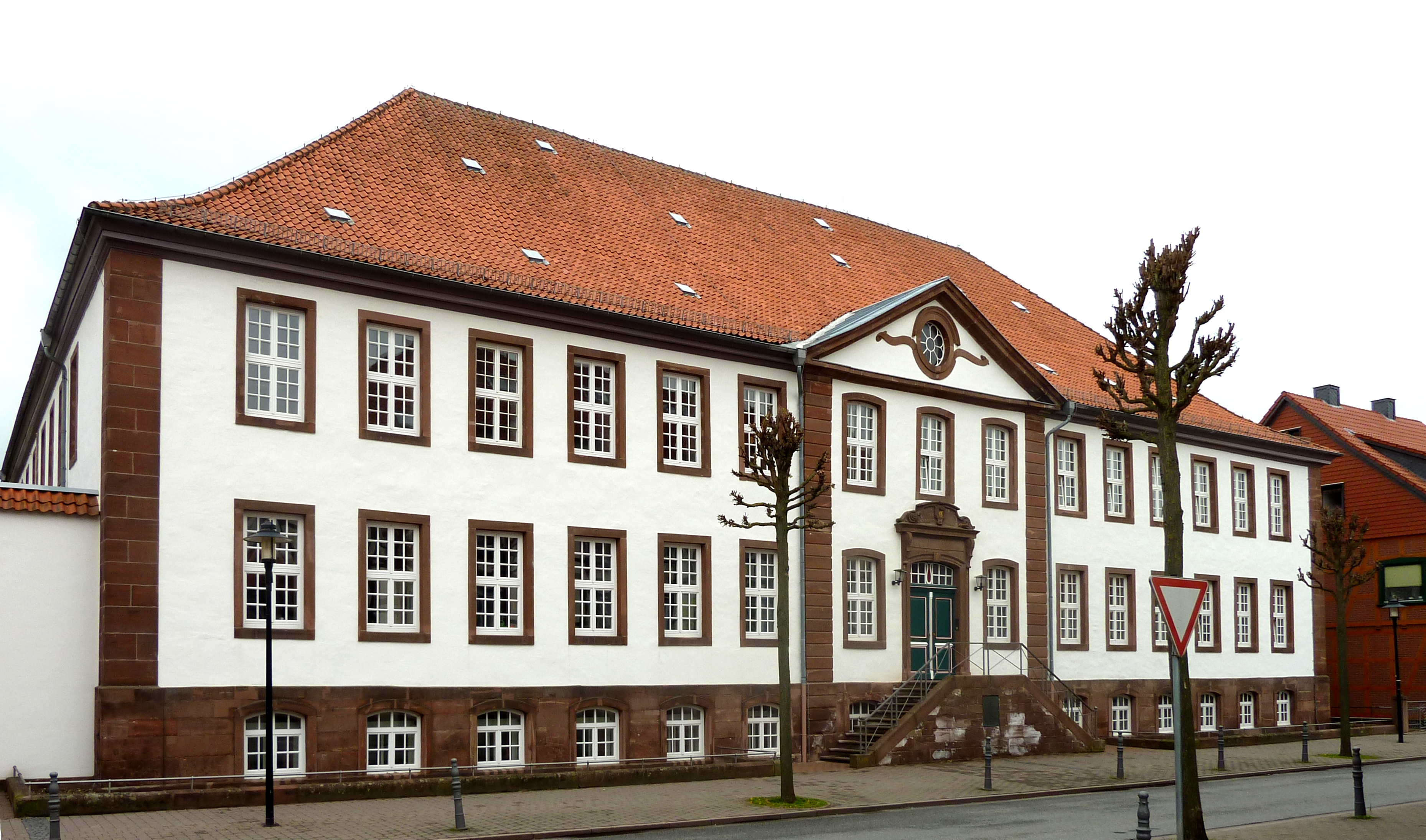
Gebäude des MRVZN Moringen (ehemaliges NLKH Moringen), welches 1933 bis 1945 der Unterbringung des KZ Moringen diente und 1732 als Waisenhaus errichtet wurde

Als Maßregelvollzugszentrum Niedersachsen (MRVZN) werden drei Einrichtungen des Maßregelvollzugs des Landes Niedersachsen im Geschäftsbereich des Niedersächsisches Ministerium für Soziales, Gesundheit und Gleichstellung bezeichnet:
- MRVZN Moringen (Fachkrankenhaus für Forensische Psychiatrie und Psychotherapie Moringen des Maßregelvollzugszentrums Niedersachsen) in Moringen (mit Außenstellen in Hannover und Göttingen)
- MRVZN Brauel (Fachkrankenhaus für Forensische Psychiatrie und Psychotherapie Brauel des Maßregelvollzugszentrums Niedersachsen) in Brauel
- MRVZN Bad Rehburg (Fachkrankenhaus für Forensische Psychiatrie und Psychotherapie Bad Rehburg des Maßregelvollzugszentrums Niedersachsen) in Bad Rehburg

Zusammen verfügen die drei Standorte des MRVZN über 515 Plätze zur Behandlung nach § 63 und § 64 StGB eingewiesener Personen mit psychischen Störungen.
Mit 408 Planbetten ist das MRVZN Moringen die größte Maßregelvollzugseinrichtung des Landes Niedersachsen.